# Livari
Livari este un sat din comuna Bar, Muntenegru. Conform datelor de la recensământul din 2003, localitatea are 94 de locuitori (la recensământul din 1991 erau 166 de locuitori).

## Demografie
În satul Livari locuiesc 76 de persoane adulte, iar vârsta medie a populației este de 42,0 de ani (40,7 la bărbați și 43,4 la femei). În localitate sunt 26 de gospodării, iar numărul mediu de membri în gospodărie este de 3,62.
Populația localității este foarte eterogenă.
|  |

| Demografie | Demografie | Demografie |
| An         | Locuitori  | Locuitori  |
| ---------- | ---------- | ---------- |
|            |            |            |
|            |            |            |
|            |            |            |
|            |            |            |
| 1948       | 323        |            |
| 1953       | 326        |            |
| 1961       | 297        |            |
| 1971       | 297        |            |
| 1981       | 231        |            |
| 1991       | 166        | 151        |
| 2003       | 127        | 94         |

| \| Componența etnică conform recensământului din 2003[2] \| Componența etnică conform recensământului din 2003[2] \| Componența etnică conform recensământului din 2003[2] \| Componența etnică conform recensământului din 2003[2] \| Componența etnică conform recensământului din 2003[2] \| \| ----------------------------------------------------- \| ----------------------------------------------------- \| ----------------------------------------------------- \| ----------------------------------------------------- \| ----------------------------------------------------- \| \| \| \| \| \| \| \| Muntenegreni \| Muntenegreni \| \| 59 \| 62,76% \| \| Albanezi \| Albanezi \| \| 16 \| 17,02% \| \| Sârbi \| Sârbi \| \| 1 \| 1,06% \| \| necunoscută \| necunoscută \| \| 0 \| 0% \| |              |  |    |        |
| Componența etnică conform recensământului din 2003 |              |  |    |        |
| |              |  |    |        |
| Muntenegreni | Muntenegreni |  | 59 | 62,76% |
| Albanezi | Albanezi     |  | 16 | 17,02% |
| Sârbi | Sârbi        |  | 1  | 1,06%  |
| necunoscută | necunoscută  |  | 0  | 0%     |